# Muonio (řeka)
Muonio (finsky Muonionjoki, švédsky Muonio älv) je řeka na státní hranici Finska (provincie Laponsko) a Švédska (Norrbotten). Je to levý přítok řeky Torne. Je 333 km dlouhá. Povodí má rozlohu 14 400 km².

## Průběh toku
Řeka vzniká soutokem Könkämäeno a Lätäseno, přičemž Könkämäeno odtéká z jezera Kilpisjärvi.

## Vodní stav
Zdroj vody je převážně sněhový. Průměrný průtok činí přibližně 165 m³/s. Maxima dosahuje v květnu a červnu. Zamrzá na 7 až 8 měsíců.